# Micropholis caudata
Micropholis caudata là một loài thực vật thuộc họ Sapotaceae.
Đây là loài đặc hữu của Brasil.